# Haven van South Louisiana
De Haven van South Louisiana verwerkt het grootste volume van alle havens in het westelijk halfrond en moet in volume van cargo slechts wereldwijd tien havens laten voorgaan (cijfers 2010).
Zij strekt zich uit over 87 km langs de Mississippi tussen New Orleans, Louisiana en Baton Rouge. Laplace (Louisiana) is het middelpunt en hoofdkwartier van de haven. Deze haven is zeer belangrijk voor het graantransport vanuit de Midwest, met een aandeel van ongeveer 60% van alle vervoer van ruwe granen.

## Ligging
De havens van New Orleans en Baton Rouge strekken zich uit over een afstand van 277 km langs de beide oevers van de Mississippi. De navigatiediepte gaat van 3,6 tot 14,6 m langs de stroom en de zijkanalen. De havens behandelen cargo van en naar 33 staten langs de Mississippi en zijn zijrivieren.

## Export en import
De drie havens zijn van wezenlijk belang voor de economie van het land. Volgens de North American Export Grain Association zijn deze havens verantwoordelijk voor 55 tot 70 percent van alle VS-export van maïs, soja, en tarwe. Deze graangewassen worden aangevoerd door binnenschepen van uit het binnenland. De voornaamste importgoederen zijn staal, rubber, koffie, fruit en groenten.

## Referentie
1. ↑  https://web.archive.org/web/20120710223829/http://aapa.files.cms-plus.com/Statistics/WORLD%20PORT%20RANKINGS%202010.pdf